# Gavras (Familie)
Gavras oder Gabras (griechisch Γαβρᾶς; weibliche Form Gabraina Γάβραινα) ist der Name einer bedeutenden byzantinischen Aristokratenfamilie, die im späten 11. und frühen 12. Jahrhundert als halbunabhängige, quasi-erbliche Herrscher von Chaldia hervortrat.
Die Gavrades sind erstmals im späten 10. Jahrhundert bezeugt, als Konstantin Gavras an der Rebellion des Bardas Skleros teilnahm. Der General Theodoros Gavras eroberte Trapezunt und regierte diese sowie das Thema Chaldia als faktisch autonomen Staat (ca. 1081–1098). Er wurde für seine kriegerischen Taten gefeiert und später in der Region als Heiliger verehrt. Sein Sohn, Konstantin Gavras, wurde ebenfalls Gouverneur von Chaldia (ca. 1119–1140) und herrschte schließlich als quasi-unabhängiger Fürst. Mehrere Familienmitglieder traten im 12. und 13. Jahrhundert in den Dienst der Seldschuken. Im 14. Jahrhundert sind mehrere Gavrades in Verwaltungspositionen im Byzantinischen Reich nachweisbar, insbesondere der Beamte und Gelehrte Michael Gavras, der für seine umfangreiche Korrespondenz mit den wichtigsten literarischen und politischen Persönlichkeiten seiner Zeit bekannt ist, sowie dessen Bruder Johannes. Ein Zweig der Familie wurde zudem Herrscher des Fürstentums Theodoro auf der Krim.

## Herkunft und erste Mitglieder
Die Familie Gavras taucht erstmals in der nordöstlichen Ecke der byzantinischen Welt auf, in der Provinz Chaldia, deren Zentrum Trapezunt war. Die ethnische Herkunft der Familie ist unbekannt. Es gibt zahlreiche Spekulationen über ihre Herkunft, die sich vor allem auf die Etymologie des Familiennamens und auf den Ort ihres ersten Auftretens stützen.
Alexander Wassiliew und Alexander Kazhdan schlugen eine armenische Herkunft des Familiennamens vor – als eine „bequeme Lösung“ –, jedoch ist der Name „Gavras“ höchstwahrscheinlich nicht armenischen Ursprungs. Auch eine griechische, pontisch-griechische, persische oder lasische Herkunft des Namens wurde in Betracht gezogen, doch gelten auch diese Möglichkeiten als eher unwahrscheinlich. Wahrscheinlicher sind Deutungen wie die des Jakob Philipp Fallmerayer, der den Namen vom aramäisch-syrischen Ausdruck g-b-r ableitet, was „Held“ oder „Mann“ bedeutet, oder die von Konstantinos Amantos, der den Namen als eine Koseform oder Umformung des Namens „Gabriel“ deutet (wörtlich: „Mann Gottes“), der auf denselben Wortstamm zurückgeht. Der Historiker Anthony Bryer hielt den Namen für eine Entsprechung des arabischen kafir, des persischen gabr oder des türkischen gavur – alles Begriffe für „Ungläubiger“ –, was zur christlich-muslimischen Grenzregion passe, in der die Gavrades zuerst erscheinen.
Einige Historiker, darunter Bryer, beschrieben die Gavrades zunächst als „griechisch-lasisch“ („Greco-Laz“). Bryer revidierte später jedoch seine Ansicht und kam zu dem Schluss, dass die Gavrades höchstwahrscheinlich einfach einheimische Chaldier waren, da das Innere Chaldias – ihre Herkunftsregion – außerhalb der Siedlungsgebiete von Griechen, Lasen oder Armeniern lag. Das Innere Chaldia war eine Region mit eigener, ausgeprägter Identität: ein gebirgiges Gebiet, das kaum von der Hellenisierung betroffen war und eine traditionelle, archaische Gesellschaftsstruktur bewahrte, geprägt von kleinen Herrschaften mit Festungen in den Bergen.
Das erste bekannte Mitglied der Familie, Konstantin Gavras, nahm an der Rebellion des Generals Bardas Skleros von 976 bis 979 teil und fiel 979 in der Schlacht. Ein Patrikios Gavras erscheint im Jahr 1018, der geblendet wurde, weil er zusammen mit dem Bulgaren Elemag geplant hatte, das kürzlich unterworfene Bulgarische Reich wiederherzustellen; es ist jedoch unklar, in welchem Verhältnis er zu den chaldäischen Gavrades stand oder ob er möglicherweise ein bulgarischer Adliger war. Im Jahr 1040 war ein Michael Gavras einer der Anführer einer gescheiterten aristokratischen Verschwörung gegen den Domestikos der Scholai, Konstantin, den Bruder von Kaiser Michael IV. (reg. 1034–1041). Auch er wurde zusammen mit seinen Mitverschwörern geblendet.

## Die Gavrades als autonome Herrscher in Chaldia
Das erste bedeutende Mitglied der Familie war Theodoros Gavras. Er stammte aus Chaldia und galt als tatkräftiger und tapferer Mann. Im Jahr 1075 eroberte er Trapezunt von den Türken zurück und wurde 1081 von Kaiser Alexios I. Komnenos zum Statthalter (doux) von Chaldia ernannt. Gavras regierte Chaldia als faktisch unabhängiger Herrscher und kämpfte bis zu seinem Tod in der Schlacht im Jahr 1098 erfolgreich gegen die Dānişmend-Türken und die Georgier. Er wurde sowohl in der pontisch-griechischen als auch in der turkmenischen Dichtung als Held verewigt und von der orthodoxen Kirche als Märtyrer und Heiliger anerkannt.
Aus seiner ersten Ehe mit Irene (vermutlich eine Taronitissa) hatte Theodoros einen Sohn namens Gregorios Gavras. Dieser wurde in Konstantinopel als Geisel festgehalten, wo er zunächst mit einer Tochter des sebastokrator Isaak Komnenos verlobt wurde, später mit Maria Komnene, der Tochter Alexios' I. Im Jahr 1091 versuchte Theodoros, seinen Sohn zu entführen, scheiterte jedoch. Über das weitere Schicksal von Gregorios Gavras ist nichts Sicheres bekannt; möglicherweise ist er mit Gregorios Taronites identisch, der als doux von Chaldia in den Jahren 1103–1106 ebenfalls eine Rebellion gegen Alexios I. anführte.
Ein weiteres Familienmitglied, Konstantin Gavras – dessen genaue Verwandtschaft zu Theodoros unklar ist –, wurde um 1119 von Johannes II. Komnenos (r. 1118–1143) ebenfalls zum doux von Chaldia ernannt. Er regierte die Provinz von 1126 bis 1140 praktisch eigenständig, bis er von Johannes II. unterworfen wurde. Seine Taten gingen in die mündliche Überlieferung des Pontos ein; das sogenannte „Lied von Gavras“, das um 1900 niedergeschrieben wurde, hat sich jedoch als moderne Dichtung erwiesen, die auf ältere mittelalterliche Quellen zurückgreift.
Der Erfolg der Gavrades bei der Errichtung eines mehr oder weniger autonomen Herrschaftsbereichs ist nicht überraschend: Nordostkleinasien, einschließlich Chaldia, hatte im 11. Jahrhundert eine lange Geschichte der Entfremdung gegenüber der zentralen byzantinischen Regierung. Dies wurde durch die gemischte griechisch-armenische Bevölkerung begünstigt – die Armenier waren Anfang des 11. Jahrhunderts in die Region gekommen und hatten rasch das pontische Hinterland dominiert. Bereits vor der Schlacht bei Manzikert (1071) hatte der abtrünnige fränkische Söldner Robert Crispin die Festung Koloneia zum Zentrum eines eigenen Machtbereichs gemacht; ihm folgte 1073 Roussel de Bailleul.
Als Theodoros Gavras 1075 und erneut 1081 in Trapezunt auftrat, wurde er daher von den pontischen Griechen der Küstenregion als einheimischer Anführer wahrgenommen. Seine Herrschaft stützte sich auf lokale Kräfte, insbesondere auf die alten thematischen Truppen der Provinz.
Die türkischen Gegenstücke und Hauptgegner der Gavrades waren die Dānişmendiden-Emire von Neokaisareia und Sebasteia. Bryer merkt jedoch an, dass „obwohl Rivalen, die Gavrades und die Dānişmendiden wahrscheinlich mehr miteinander gemeinsam hatten als mit den Komnenen von Konstantinopel oder den Seldschuken von Konya“. Oft verbündeten sich die beiden Seiten, insbesondere wenn ihre jeweiligen Oberherren versuchten, sie zur Unterordnung zu zwingen. In der turkmenischen Heldendichtung werden die Gavrades als ehrenvolle Gegner gewürdigt.

## Dienst unter den Komnenen und den Seldschuken
Nach dem Zusammenbruch ihrer unabhängigen Machtstellung traten viele Angehörige der Familie Gavras in den Dienst des neuen seldschukischen Sultanats von Konya, während andere in Konstantinopel den Komnenischen Kaisern dienten und größtenteils ihre Bindungen an den Pontos verloren.
Bereits in den 1140er Jahren kämpfte ein namentlich nicht bekannter Angehöriger der Familie auf der Seite der Seldschuken und wurde 1146 von Kaiser Manuel I. Komnenos (r. 1143–1180) gefangen genommen und hingerichtet. Ein weiterer Gavras – möglicherweise der Sohn des Vorangegangenen – lief später vom Byzantinischen Reich zum seldschukischen Sultan Kilij Arslan II. (r. 1155–1192) über und wurde einer seiner wichtigsten Berater. Er könnte mit dem oder dem Vater jenes Ikhtiyar al-Din Hasan ibn Ghafras identisch sein, der gegen Ende der Regierungszeit Kilij Arslans als Wesir diente (ca. 1180–1192).
Weitere Familienmitglieder im Dienst der Seldschuken waren u. a.:
- Konstantin Gavras, möglicherweise der Sohn des früheren doux Konstantin, der den Kaiser 1162/63 während einer diplomatischen Mission „verriet“;
- ein namenloser Gavras, der 1192 beschuldigt wurde, Sultan Kilij Arslan II. vergiftet zu haben;
- Johannes Gavras (ital. Giovanni de Gabra), der 1234–1236 im Auftrag von Sultan Kayqubad I. eine diplomatische Mission nach Europa leitete;
- und ein Michael (Mikhail bar Gavras), der um 1256 als Arzt in Malatya tätig war.[20][21]

Auf der anderen Seite diente der sebastos Michael Gavras als General unter Manuel I. Komnenos. Er kämpfte sowohl gegen die Ungarn als auch gegen die Seldschuken und wurde durch seine Heirat mit einer Tochter Andronikos' Komnenos mit der kaiserlichen Dynastie verbunden.

## In der Spätzeit von Byzanz und im Kaiserreich Trapezunt
Der Name Gavras ist auch im 13. und 14. Jahrhundert in der byzantinischen Welt belegt, jedoch hatte die Familie ihren früheren Ruhm eingebüßt. Einige Gavrades jener Zeit waren Bauern, die den Familiennamen ihrer Herren übernommen hatten, und die meisten bezeugten Familienmitglieder im Staatsdienst waren lediglich niedere Beamte.
Unter dem Reich von Nikaia erscheinen Mitglieder der Familie Gavras in Makedonien und in Westkleinasien:
- Ein sebastos Ioannakios (oder Ioannikios) Gavras wird um 1216 erwähnt.
- Ein Gregorios Gavras, mit dem Titel megaloepiphanestatos, war in den 1220er-Jahren Statthalter eines Dorfes nahe Prilep.
- Dessen Verwandter, der sebastos Stephan Gavras, war in der Umgebung von Ohrid tätig.
- Ein Johannes Gavras verkaufte 1236 Land bei Milet.
- Ein Konstantin Gavras war um 1250 protopapas („Oberpriester“) der Metropolis von Milet.[23]

In der Palaiologenzeit:
- Der sebastos Christophoros Gavras starb um 1264/65 als Mönch.
- Manuel Doukas Komnenos Gavras ist 1300/01 als Wohltäter eines Klosters bezeugt.
- Weitere Gavrades erscheinen vereinzelt in Rechtstexten, Epigrammen und Korrespondenzen als in Konstantinopel und makedonischen Städten wie Serres oder Veroia aktiv.
- Ein Gavras Komnenos (Vorname unbekannt) bekleidete das Amt eines „Heeresrichters“ (krites tou phossatou) und wird von Manuel Philes als „Barbarenbezwinger“ beschrieben.
- Ein Johannes Gavras Kaballarios war um 1348 hetaireiarches in Serres.
- Ein anderes Familienmitglied hielt ein pronoia-Lehen in Kalamaria vor 1347.

Einige Gavrades waren Leibeigene (paroikoi) auf großen Gütern:
- Michael Gavras auf Leros um 1263;
- Demetrios mit seinen Söhnen Michael und Philotheos sowie der vermutlich verwandte Basileios Gavras als paroikoi des Klosters Esphigmenou bei Rentina (Thessaloniki) um 1300;
- schließlich Demetrios Gavras Chrito[u]s und Georgios Gavras als paroikoi des Klosters Xeropotamou bei Rebenikeia im frühen 14. Jahrhundert.[24][25][26]

Der bekannteste Gavras der palaiologischen Ära war jedoch Michael Gavras, sakellarios (Schatzmeister) des Patriarchats von Konstantinopel. Er gilt laut A. Bryer als „produktivster Briefschreiber des byzantinischen Mittelalters“: Seine Korrespondenz (1305–1341) umfasst die wichtigsten politischen und literarischen Persönlichkeiten seiner Zeit. Sein Bruder Johannes Gavras verfasste zudem eine theologische Abhandlung gegen die Lehren des Gregorios Palamas.
Einige wenige Angehörige der Familie blieben im Pontos und traten in den Dienst des Kaiserreichs Trapezunt, das von den exilierten Komnenen kurz vor dem Fall von Konstantinopel im Vierten Kreuzzug (1204) gegründet worden war. So war ein Gavras um 1254 oder 1258/59 bis 1265 oder 1267/68 Gouverneur von Sinope, als die Stadt für kurze Zeit von Trapezunt zurückerobert worden war.
Weitere Familienmitglieder erscheinen als Grundbesitzer, zumeist in der Provinz (bandon) Matzouka südlich von Trapezunt:
- Andronikos Gavras, wahrscheinlich im 13. Jahrhundert;
- Georgios Gavras um 1344/45;
- Kosmas, ein militärischer Führer (polemarchos) in Matzouka um 1378;
- und Theodoros Gavras in Gemora im frühen 15. Jahrhundert.[30][31]

## In der Krim und im Fürstentum Theodoro
Ein Zweig der Familie Gavras wird von Historikern allgemein mit jener Familie identifiziert, die in russischen Quellen als „Chowra“ (Khovra) bekannt ist. Diese Familie herrschte über das kleine Fürstentum Theodoro, das in der Mitte des 14. Jahrhunderts im südwestlichen Teil der Krim (im Gebiet von „Gothia“) entstand und bis zur Eroberung durch die Osmanen im Jahr 1475 bestand.
Die südliche Krim war bis Ende des 12. Jahrhunderts Teil des Byzantinischen Reiches und geriet danach für etwa eine Generation unter die Kontrolle des Kaiserreichs Trapezunt, behielt jedoch auch darüber hinaus enge Verbindungen zur pontischen Küste. Es wurden verschiedene Theorien darüber aufgestellt, wie, wann und welcher Zweig der Familie Gavras sich dort ansiedelte – jedoch lässt sich keine davon eindeutig belegen.
Der erste Gavras von Theodoro, der namentlich erwähnt wird, ist „Stephan von Theodoro“ (russisch: Stepan Wassiljewitsch Chowra), ein „Fürst von Gothia“, der 1391 oder 1402 gemeinsam mit seinem Sohn Gregorios nach Moskau auswanderte. Beide traten später in ein Kloster ein, und Gregorios gründete später das Simonov-Kloster. Die russischen Adelsfamilien Khovrin und Golovin beanspruchten ihre Abstammung von diesen Gavrades.
Stephans Sohn Alexios I. regierte Gothia nach der Auswanderung seines Vaters bis 1444/45 oder 1447. Ihm folgte für kurze Zeit Johannes (John), möglicherweise sein Sohn. Dessen Sohn Alexios (II.) starb bereits um 1446/47 in jungen Jahren; sein Epitaph wurde von Johannes Eugenikos verfasst. Ein weiterer Sohn von Alexios I., Olubei, wurde um 1447 Fürst und regierte bis etwa 1458. Eine Tochter von Alexios, Maria von Gothia, wurde im Jahr 1426 die erste Ehefrau des letzten Trapezuntinischen Kaisers, David Megas Komnenos.
Nach dem Verschwinden Olubeis von der politischen Bühne um 1458 sind zunächst keine weiteren Fürsten namentlich bekannt, bis Isaak im Jahr 1465 erscheint – möglicherweise ein Sohn Olubeis. Isaak wurde jedoch 1475 von seinem Bruder Alexander gestürzt, da er als zu osmanfreundlich galt. Alexanders Herrschaft war nur kurz, denn im Dezember desselben Jahres belagerte und eroberte der osmanische General Gedik Ahmed Pascha das Fürstentum Theodoro. Alexander und seine Familie wurden gefangen nach Konstantinopel gebracht: Der Fürst wurde hingerichtet, sein Sohn zum Islam gezwungen, seine Frau und Töchter gelangten in den Harem des Sultans.

## Spätere Gavrades
Der Name „Gavras“ überdauerte in abgewandelter Form als „Gavrasov“ oder „Gavradov“ unter den Griechen am Asowschen Meer sowie als „Gabras“ in der Region Chaldia, oder „Kavraz“  in der heutigen Türkei.
Die letzten nennenswerten Angehörigen der Familie werden in Konstantinopel während der frühen Jahrhunderte des Osmanischen Reiches erwähnt, etwa Michael oder Mozalos Gavras, der um 1555–1565 aktiv war, oder Kyrill Gavras, der 1604 das Amt des megas skeuophylax (Großverwalter der kirchlichen Gerätschaften) des Patriarchats innehatte.
Weitere Mitglieder der Familie sind auf Kreta und den Ägäischen Inseln bezeugt. So besaß ein nicht namentlich genannter Gavras Anfang des 17. Jahrhunderts Land auf Santorin. Auch auf Chios und besonders in Kreta – dort vor allem im Raum Siteia – lassen sich zahlreiche Angehörige der Familie Gavras bis ins frühe 19. Jahrhundert nachweisen. Für Kreta wird oft angenommen, dass die dortigen Gavrades direkt aus dem Pontus stammten, obwohl es dafür keine endgültigen Belege gibt.
In der Schwarzmeerregion der heutigen Türkei gibt es Personen mit dem Familiennamen Kavraz, deren Herkunft direkt mit der Familie Gavras in Verbindung gebracht wird.
Im 20. Jahrhundert wanderten einzelne Mitglieder der Familie nach Jerusalem und Buenos Aires aus.